# Jean-Étienne Montucla

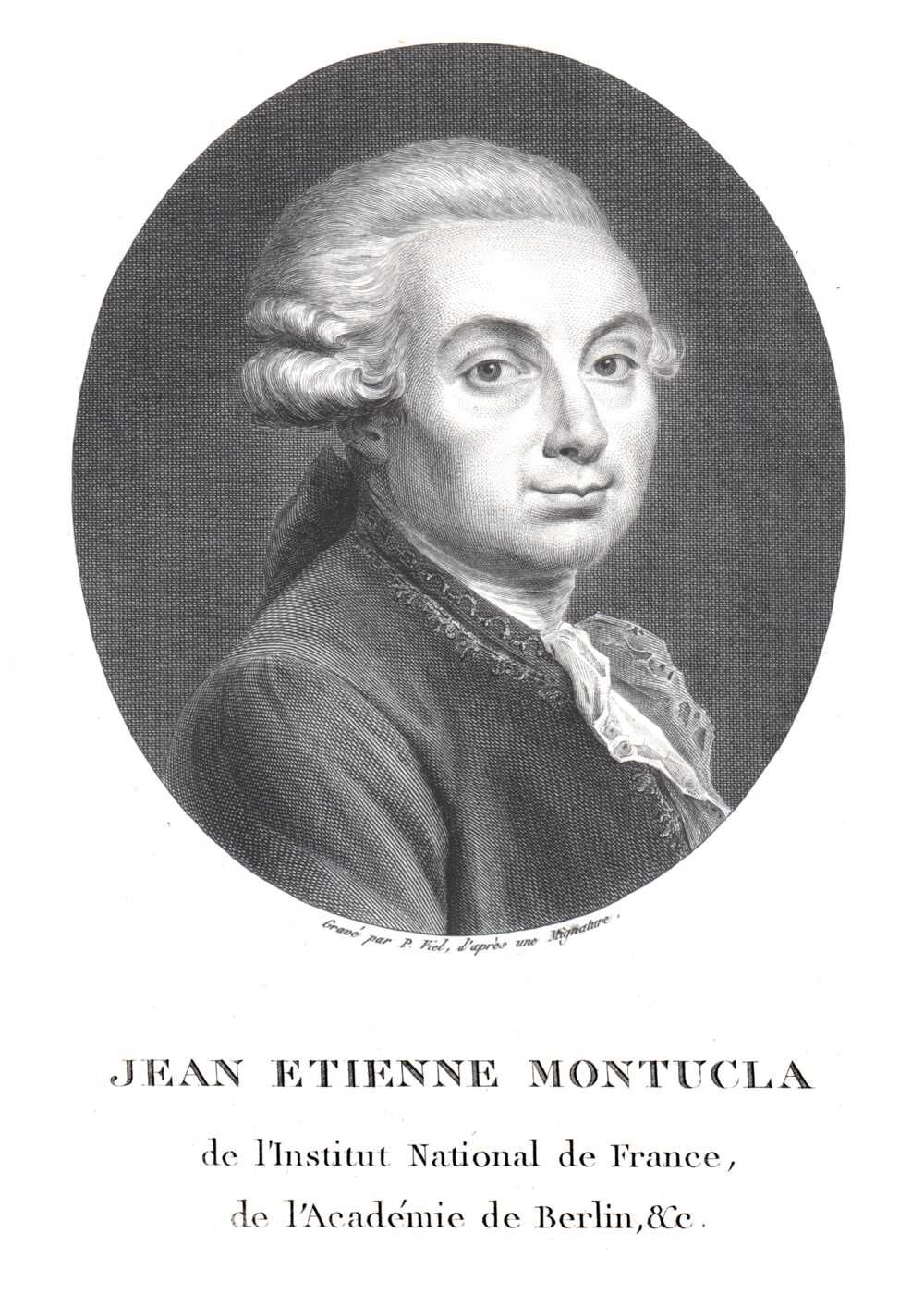
Jean-Étienne Montucla

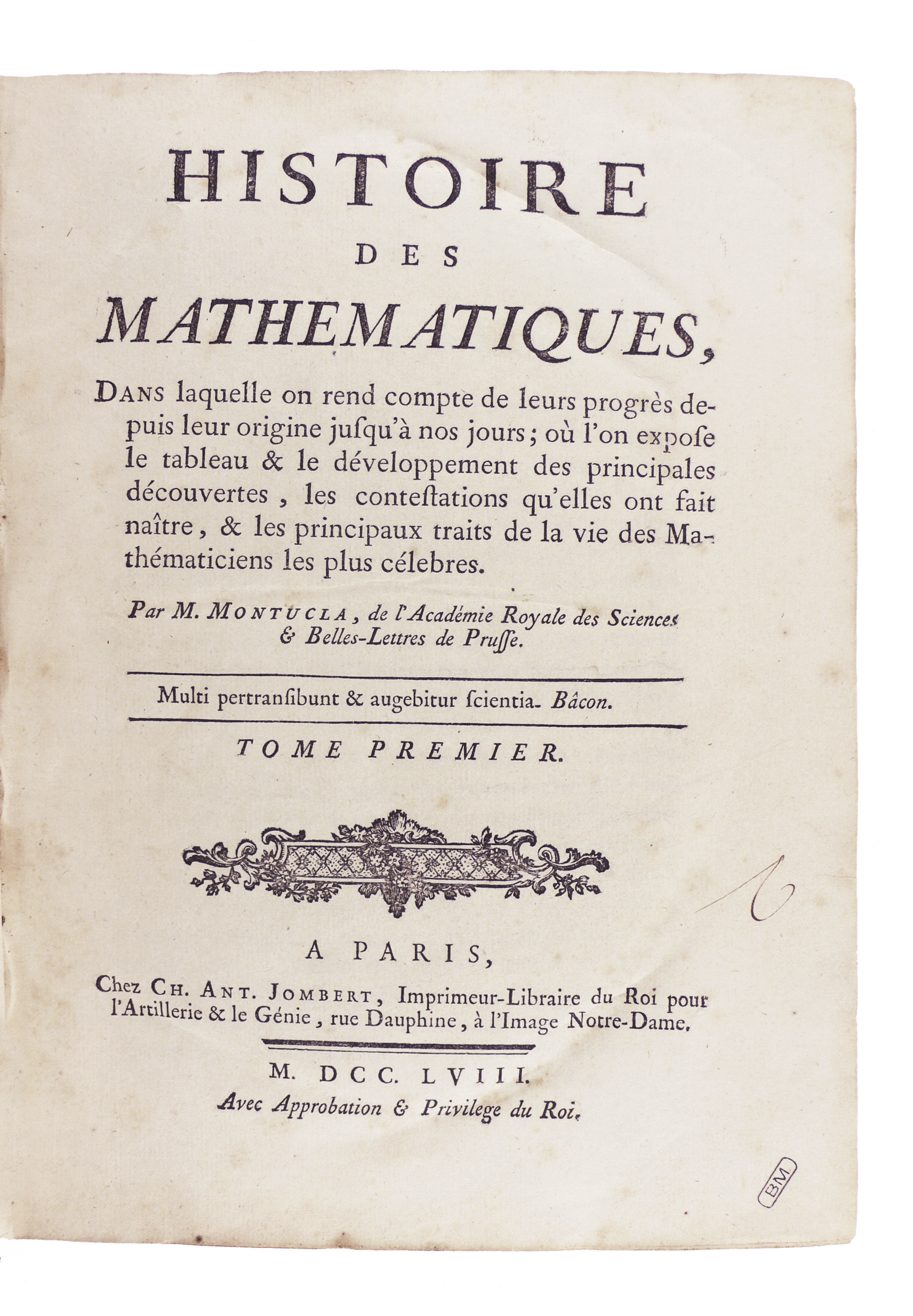
Histoire des mathématiques, 1758

Jean-Étienne Montucla (* 5. September 1725 in Lyon; † 18. Dezember 1799 in Versailles) war ein französischer Mathematiker und wurde durch sein umfangreiches Buch Histoire des mathématiques über die Geschichte der Mathematik bekannt.

## Biographie
Als Sohn eines Kaufmanns in Lyon geboren, erhielt er seine Ausbildung bei den Jesuiten. In Toulouse begann er ein nicht beendetes Jurastudium, anschließend ging er nach Paris, wo er bei der Veröffentlichung wissenschaftlicher Werke mitarbeitete. Dort begegnete er Jean le Rond d’Alembert.
Anonym erschien sein Buch Histoire des recherches sur la quadrature du cercle über die damals diskutierte Quadratur des Kreises. Mit dieser Arbeit wurde sein Interesse an der Mathematikgeschichte geweckt. Vier Jahre später, 1758, veröffentlichte er sein Hauptwerk zu diesem Thema Histoire des mathématiques in zwei Bänden. Hier ist das gesamte damalige Wissen über das Gebiet zusammengefasst.
Noch im selben Jahr wird er zum Sekretär der Verwaltung von Grenoble ernannt. Im Jahr 1764 wird er Sekretär der Expedition, die in Cayenne eine Kolonie gründen soll. Wieder ein Jahr später wird er Premier commis des bâtiments (Leitender Abgestellter der Gebäudeverwaltung) und Königlicher Zensor für mathematische Werke.
Er begleitet die Herausgabe des Buches Récréations mathématiques et physiques (mathematische und physikalische Unterhaltungen) von Jacques Ozanam.
In der französischen Revolution verliert er seine Stellung und sein Einkommen, da er der Krone zu nahegestanden war. Erst 1794 erhält er wieder eine Stellung als Vorsitzender eines Komitees für öffentliche Gesundheit. 1795 hat er eine Stellung als Mathematiklehrer in eine Pariser Schule. Gleichzeitig verschlechtert sich sein Gesundheitszustand. 1798 erscheint sein Hauptwerk in zweiter Auflage.
Joseph Jérôme Lefrançois de Lalande veröffentlichte nach seinem Tod 1799 und 1802 eine erweiterte Ausgabe der Histoire des mathématiques in vier Bänden.
Das Werk ist als Nachdruck von der Librairie Scientifique et technique, Albert Blanchard, 9 Rue de Médicis, Paris 6ième verfügbar.
1755 wurde er zum auswärtigen Mitglied der Preußischen Akademie der Wissenschaften gewählt. 1796 wurde er Mitglied der Académie des sciences in Paris.